# Опранешти (Мехединци)
Опранешти (рум. Oprănești) насеље је у Румунији у округу Мехединци у општини Хусничоара. Oпштина се налази на надморској висини од 326 m.

## Становништво
Према подацима из 2002. године у насељу је живело 141 становника, од којих су сви румунске националности.